# Andreas Burchard Friedrich von Saß
Baron Andreas Burchard Friedrich von Saß (rusko Андре́й Па́влович Засс), ruski general baltsko-nemškega rodu, * 1753, † 1815.
Bil je eden izmed pomembnejših generalov, ki so se borili med Napoleonovo invazijo na Rusijo; posledično je bil njegov portret dodan v Vojaško galerijo Zimskega dvorca.

## Življenje
Leta 1779 je bil povišan v polkovnika. Udeležil se je bojev rusko-turške vojne 1787-92 in poljske kampanje leta 1794. Med turško vojno leta 1809 se je nadalje odlikoval. 
Konec leta 1811 je bil zaradi bolezni odpuščen iz vojaške službe, a je bil novembra 1812 aktiviran in bil imenovan za poveljnika konjenice 3. zahodne armade. Junija 1813 se je njegovo zdravstveno stanje ponovno poslabšalo, tako da je spet zapustil vojsko, nakar je bil naslednje leto dokončno upokojen.

## Družina
Njegov sin, generalmajor Peter Andrejevič von Saß (1781–1830), je padel med varšavsko vstajo novembra 1830.